# تصفية (طب)

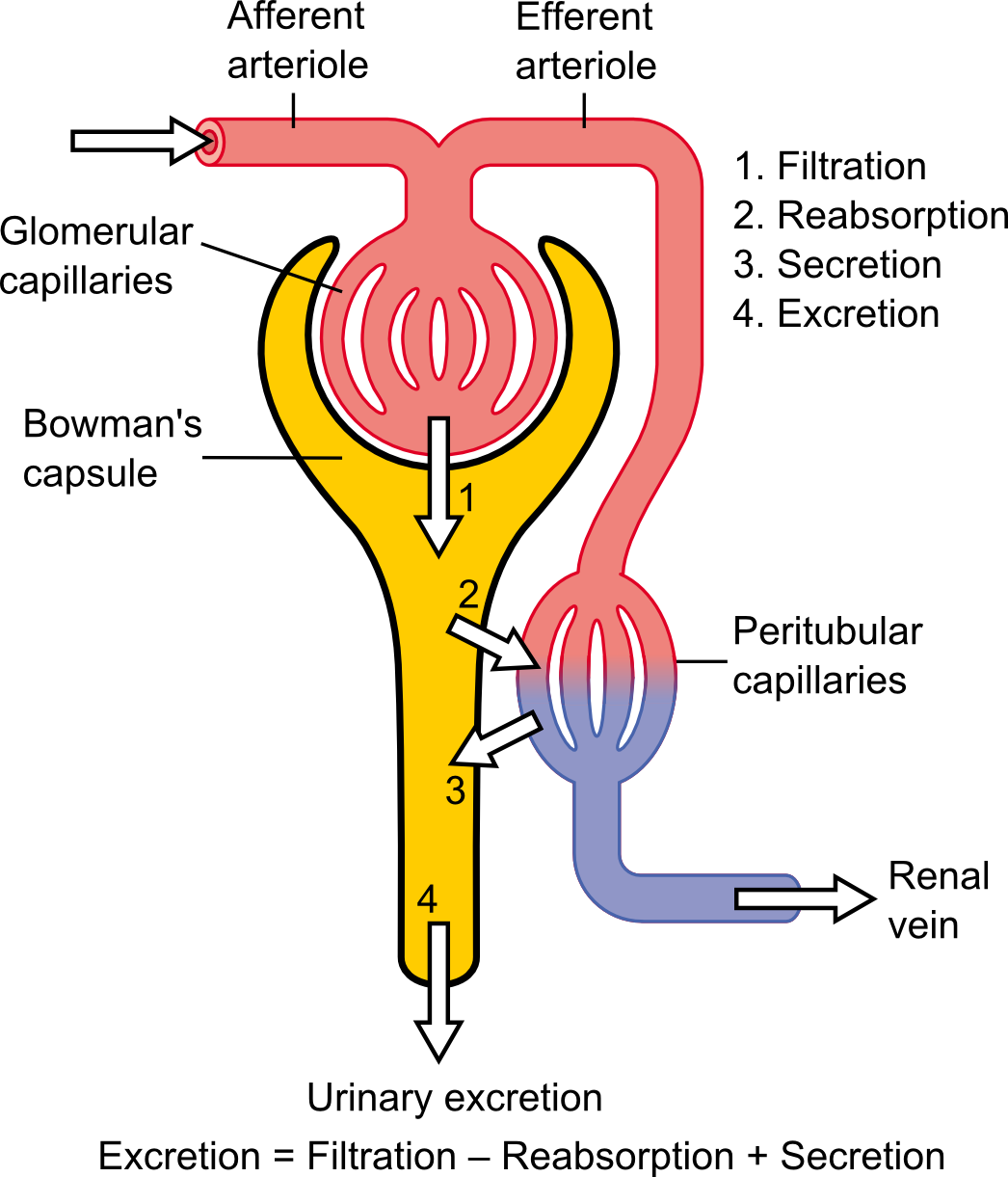

التصفية في علم الأدوية هي قياس حركي دوائي لحجم البلازما التي تزال منها مادة بالكامل في وحدة الزمن. عادةً تُقاس التصفية بوحدة لتر/ساعة أو مل/دقيقة. تعكس كمية التصفية معدل التخلص من الدواء مقسومًا على تركيز البلازما. من ناحية أخرى، تُعد عملية الإخراج مقياسًا لكمية المادة التي تُزال من الجسم لكل وحدة زمنية (مثل مليغرام/دقيقة أو ميكروغرام/دقيقة، إلخ). في حين يرتبط مفهوم التصفية والإخراج، لا يتطابقان. وقد وُصف مفهوم التصفية من قبل توماس أديس، وهو خريج كلية الطب بجامعة إدنبرة.
تمكن تصفية المواد الموجودة في الجسم عن طريق أعضاء مختلفة مثل الكبد والكليتين والرئتين وإلخ. وعليه، تساوي تصفية الجسم الكلّية مجموع التصفيات للمادة من قبل كل عضو (على سبيل المثال، تصفية الكليتين + تصفية الكبد + تصفية الرئة = تصفية الجسم الكلية). تُعد التصفية بالنسبة للعديد من الأدوية وظيفة للكليتين حصرًا، إذ تعتمد المادة على إخراجهما. تُعتبر التصفية في هذه الحالات كأنها مرادف للتصفية الكلوية أو تصفية البلازما الكلوية. كل مادة لها معدل تصفية محدد يعتمد على كيفية تعامل الكُليون معها.
التصفية هي وظيفة:
1. الترشيحِ الكُبيبي.
2. إفرازات الشعيرات الدموية المحيطة بالنُبيبات إلى الكليون.
3. إعادة الامتصاص من الكليون إلى الشعيرات الدموية المحيطة بالنبيبات مرة أخرى.

التصفية متغيرة في الحركيات من الدرجة صفر نظرًا لأن التخلص من كمية ثابتة من الدواء يكون في كل وحدة زمنية، ولكنها ثابتة في الحركيات من الدرجة الأولى؛ لأن مقدار الدواء المُتخلَّص منه في كل وحدة زمنية يتغير مع تغير تركيز الدواء في الدم.
يمكن للتصفية أن تشير إلى حجم البلازما التي تزال المادة منها (أي تصفيتها) لكل وحدة زمنية أو في بعض الحالات، تمكن مناقشة التصفيات داخل الأحياز عند الإشارة إلى إعادة التوزيع بين أحياز الجسم مثل البلازما والعضلات والدهون.

## التعريف
عند الإشارة إلى وظيفة الكليتين، تعتبر التصفية كمية السائل الذي يرشَح من الدم المعالَج بواسطة الكليتين، أو كمية الدم المُنقّاة في وحدة الزمن، لأنه يتبع وحدات معدل التدفق الحجمي [الحجم/الزمن]. على الرغم من ذلك، لا تشير هذه القيمة فعلًا إلى قيمة حقيقية؛ لأن «الكلى لا تزيل مادة بشكل كامل من إجمالي تدفق البلازما الكلوية». من منظور نقل كتلي، ومن ناحية فسيولوجية، إن التدفق الحجمي للدم (إلى الكلى و/أو جهاز غسيل الكلى) هو واحد فقط من عدة عوامل تحدد تركيز الدم وإزالة مادة من الجسم. تشمل العوامل الأخرى معامل نقل الكتلة وتدفق الديالة وتدفق إعادة دوران الديالة بالنسبة لغسيل الكلى، ومعدل الترشيح الكبيبي ومعدل إعادة امتصاص النبيبات بالنسبة للكلى. التفسير الفسيولوجي للتصفية (في وضع مستقر) هو أن التصفية هي النسبة بين توليد الكتلة وتركيز الدم (أو البلازما).
يتبع هذا التعريف المعادلة التفاضلية التي تصف التضاؤل الأسي وتستخدم نموذجاً ممثِلاً لوظائف الكلى ووظيفة جهاز الغسيل الكلوي:
{\displaystyle V{\frac {dC}{dt}}=-K\cdot C+{\dot {m}}\qquad (1)}
باعتبار:
- ṁ هي معدل توليد الكتلة للمادة - بفرض أنه مقدار ثابت، أي أنه ليس دالة وقت (يساوي الصفر بالنسبة للمواد الغريبة/الأدوية) [ملي مول/دقيقة] أو [مول/ثانية].
- t هو وقت الغسيل الكلوي أو المدة منذ إدخال المادة/الدواء [دقيقة] أو [ث].
- V هو حجم التوزيع أو إجمالي ماء الجسم [لتر] أو [م³].
- K هي التصفية [مليلتر/دقيقة] أو [م³/ث].
- C هو التركيز [ملي مول/لتر] أو [مول/م³] (في الولايات المتحدة غالبًا ما يُستخدم [مليغرام/مليلتر]).

من التعريفات المذكورة أعلاه يكون {\displaystyle {\frac {dC}{dt}}} هو أول مشتق للتركيز بالنسبة للوقت، أي التغير في التركيز مع الوقت.
التصفية مشتقة من توازن الكتلة.
يعبَّر عن تصفية مادة ما في بعض الأحيان على أنها معكوس الثابت الزمني الذي يصف معدل إزالتها من الجسم مقسومًا على حجم توزيعه (أو إجمالي ماء الجسم).
تُعرّف التصفية في وضع مستقر على أنها معدل توليد الكتلة للمادة (الذي يعادل معدل إزالة الكتلة) مقسومًا على تركيزها في الدم.